# Nokia Lumia 530
Nokia Lumia 530 là một chiếc điện thoại thông minh tầm thấp được thiết kế bởi Microsoft Mobile chạy hệ điều hành Windows Phone 8.1.

## Phần cứng
Lumia 530 có kiểu dáng thanh với màn hình cảm ứng 4 inch. Góc nhìn bị giảm nhẹ so với các sản phẩm Lumia khác.

## Phần mềm
Lumia 530 được cài sẵn hệ điều hành Windows Phone 8.1 của Microsoft, cũng như các ứng dụng độc quyền như Nokia Mix Radio và HERE Maps (có  tính năng chỉ đường, bản đồ ngoại tuyến và định vị, và thông tin giao thông).

## Sự đón nhận
Lumia 530 không có một sự đón nhận mới mẻ ngoài việc máy trang bị hệ điều hành Windows Phone 8.1, xử lý mượt mà nhờ chip lõi tứ. Bù lại, máy có trang bị pin BL-5J có thời lượng 4 ngày. Lumia 530 có cải tiến thời lượng chờ lên đến 20 ngày, rất phù hợp cho người đi công tác xa.

## Các phiên bản
Có 2 phiên bản:
1 SIM: RM-1017 và RM-1018.
2 SIM: RM-1019 và RM-1020.-  Lưu ý là bản 1018 và 1020 thì nó chỉ được phân phối ở một số nước thôi.
| Phiên bản            | RM-1017                                    | RM-1018                                    | RM-1019                                    | RM-1020                                    |
| -------------------- | ------------------------------------------ | ------------------------------------------ | ------------------------------------------ | ------------------------------------------ |
| Các quốc gia         | Toàn cầu                                   | Hoa Kỳ / APAC                              | Toàn cầu                                   | Brazil / Thái Lan                          |
| Nhà cung cấp         | various                                    | various                                    | n/a                                        | n/a                                        |
| 2G                   | GSM/EDGE 4 dải tần (850/900/1800/1900 MHz) | GSM/EDGE 4 dải tần (850/900/1800/1900 MHz) | GSM/EDGE 4 dải tần (850/900/1800/1900 MHz) | GSM/EDGE 4 dải tần (850/900/1800/1900 MHz) |
| 3G                   | 900/2100 MHz                               | 850/900/1900/2100 MHz                      | 900/2100 MHz                               | 850/900/1900/2100 MHz                      |
| Tốc độ mạng cao nhất | HSPA+: 21 Mbit/s                           | HSPA+: 21 Mbit/s                           | HSPA+: 21 Mbit/s                           | HSPA+: 21 Mbit/s                           |